# Lilleshall Hall
Lilleshall Hall é uma grande antiga casa de campo e propriedade nos campos de Lilleshall, Shropshire, Inglaterra.
É administrada pela Serco Leisure Operating Ltd em nome da Sport England como um dos três Centros Nacionais de Desportos, ao lado de Bisham Abbey e Plas y Brenin. Está situada entre Telford e Newport.

## História

### História Antiga
O núcleo da propriedade de Lilleshall, que totaliza 120 km2, era originalmente o domínio da Abadia de Lilleshall, uma fundação agostiniana do século XII. As ruínas da antiga Abadia de Lilleshall estão hoje protegidas pelo Património Inglês (English Heritage). A propriedade foi concedida, após a Dissolução dos Mosteiros, a James Leveson, um comerciante de lã de Wolverhampton, em 1539. A família, que incluía Walter Leveson e o Vice-Almirante Richard Leveson, o último da sua linhagem direta, viveu num pavilhão nos terrenos, embora fossem apenas residentes ocasionais em Lilleshall, pois tinham muitas outras casas.
As propriedades passaram para Richard Leveson, um primo distante que foi um monárquico proeminente na Guerra Civil Inglesa e fortificou a Abadia, atraindo um bombardeamento severo. Como ele também não conseguiu ter herdeiros, Lilleshall passou então para Sir William Leveson-Gower, 4.º Baronete, fundador de uma ilustre dinastia política, que se casou com Jane Granville, filha do Conde de Bath. O primeiro da família a ser nobilitado, em 1703, foi John Leveson-Gower, 1.º Barão Gower, e o seu filho e neto, John Leveson-Gower, 1.º Conde Gower, e Granville Leveson-Gower, 1.º Marquês de Stafford, progrediram ainda mais nas fileiras da nobreza inglesa, e foi provavelmente este último quem converteu uma casa do século XVII, na própria aldeia de Lilleshall, numa residência de campo no final da década de 1750. O pavilhão sobreviveu, em estado de deterioração, até 1818, altura em que foi demolido.
George Granville Leveson-Gower, após o seu casamento em 1785, considerou até mesmo o Hall de meados do século XVIII demasiado pequeno, mas foi só na década de 1820 que a sua esposa, na sua própria qualidade de Condessa de Sutherland, instruiu o arquiteto Jeffry Wyatville e construtores locais a iniciar os trabalhos no Hall atual. Este foi construído além da extremidade oriental da propriedade original, na paróquia de Sheriffhales, embora continuasse a ser chamado Lilleshall Hall. Foi concluído em 1829, três anos antes da morte do recém-elevado Duque de Sutherland. O Hall foi classificado em 1984 como edifício classificado de Grau II. O antigo Lilleshall Hall, na vila, foi inicialmente mantido pela família, provavelmente como uma casa de dote, antes de ser vendido em 1930.
O acesso à propriedade a partir da estrada principal de Wolverhampton para Chester faz-se através dos "Portões Dourados", uma réplica exata daqueles que adornam o Palácio de Buckingham. Os jardins incluem muitas pontes, o canal original, um jardim ornamental, um templo grego, lagoas e o Caminho das Macieiras (cerca de metade do seu comprimento original em pérgola). O obelisco de 21 metros (70 pés) de altura foi construído em 1833 em memória do 1.º Duque de Sutherland e projetado por G.E. Hamilton.

### Herbert Ford
Em 1914, um ano depois de o 5.º Duque ter assumido a propriedade aos 25 anos, decidiu, com o eclodir da Primeira Guerra Mundial, que era imprudente ter tanta riqueza concentrada em terras e propriedades. Vendeu toda a propriedade, exceto o Hall e 20 hectares (50 acres) de jardins, tendo menos de 0,40 km2 (100 acres) sido adquiridos pelo Wrekin College. Decidiu então que queria viver mais perto de Londres e vendeu o restante da propriedade em 1917 a Sir John Leigh.
Herbert Ford (1893-1963) era um homem local rico, enriquecido pelo seu casamento com Marjorie Perrins, filha de Walter Perrins, de Birmingham. Em 1927, comprou a propriedade. De 1930 a 1939, o Hall tinha jardins de lazer abertos ao público, incluindo um parque de diversões, uma ferrovia de via estreita, bailes de chá e parques infantis. Adicionou mais nove buracos ao campo de golfe de nove buracos existente, projetado pelo renomado arquiteto de campos de golfe, Harry Colt, que mais tarde se tornou o Lilleshall Hall Golf Club. No entanto, não foi utilizado durante 20 anos devido a uma disputa de arrendamento com os agricultores, que resultou na presença de gado no campo. Chegou mesmo a aumentar a afluência ao anunciar que o dirigível Hindenburg sobrevoaria a propriedade, mesmo quando a sua rota estava longe dali; explicou a falta do dirigível devido ao mau tempo num telegrama autoenviado.

### Segunda Guerra Mundial
Com o eclodir da Segunda Guerra Mundial, os jardins de lazer foram encerrados, um abrigo antiaéreo foi construído e salas de aula de madeira foram erguidas. Estas acomodaram tanto o Cheltenham Ladies' College como, mais tarde, a instituição de caridade Dr. Barnardo's, que utilizou as instalações como orfanato. A terra e os jardins foram intensivamente cultivados durante todo este período.

### Após a Segunda Guerra Mundial
Muitas propriedades ficaram em ruínas após a Segunda Guerra Mundial e Lilleshall não foi exceção. Reparar estas propriedades ao seu estado anterior à guerra era dispendioso e a revolução social que ocorreu significava que o seu funcionamento se tinha tornado muito mais caro. O Sr. Ford continuou a lutar, mas em 1949, o Conselho Central de Recreação Física procurava um segundo Centro Nacional de Recreação para servir o Norte de Inglaterra, complementando Bisham Abbey no Sul.
Em 1949, foi feito um acordo de venda por 30.000 libras pelo Hall e 4 hectares (10 acres), possibilitado por uma doação financeira do povo da África do Sul ao governo de Clement Attlee. O Sr. Ford doou então mais 4 hectares (10 acres) com a condição de que ele e a sua família pudessem continuar a residir lá por pelo menos mais dez anos ou até à sua morte.
O centro desportivo foi inaugurado em 1951 pela Rainha Isabel II (na altura, a Princesa Isabel). Jim Lane, um membro do Marylebone Cricket Club, tornou-se o primeiro administrador. Ele iniciou vários cursos de críquete e a primeira Conferência de treinadores de críquete realizou-se lá em dezembro de 1951. Escolas de verão anuais foram realizadas de julho a setembro para os órgãos dirigentes de muitos desportos importantes, incluindo críquete, tiro com arco, atletismo, esgrima, judo, halterofilismo, basquetebol, futebol, netball e ténis.
Em 1974, o centro foi entregue ao Conselho de Desporto pelo Conselho Central de Recreação Física.

## Centro Desportivo
Após o sucesso das escolas de verão, os órgãos de governação dos desportos começaram a ver Lilleshall como o seu próprio centro nacional e regional de formação de treinadores ou de equipas. Em vinte e um anos como Centro Nacional de Recreação, os órgãos de governação do críquete, Rugby League e Rugby Union, ténis em relva, badminton, hóquei, lacrosse, netball, a Associação Profissional de Golfe e o Futebol Associativo escolheram Lilleshall pelas suas instalações e conveniência para os jogadores que se reuniam de todo o país para treinar:
- O campo de 4 hectares (40.000 m2) comprado em 1949 foi expandido em mais 4 hectares (40.000 m2) e desenvolvido como campo de jogos. O Príncipe Filipe inaugurou o Pavilhão construído com uma doação do fundo de caridade da África do Sul em novembro de 1954.
- Originalmente um ginásio, estúdio de movimento e dança, o Pavilhão Desportivo Rei Jorge VI era um pavilhão multiusos quadrado de 37 metros (120 pés). Financiado por uma doação de 56.000 libras da fundação memorial Rei Jorge VI, foi inaugurado a 31 de outubro de 1955.

- Durante a década de 1950 e início da década de 1960, foi construída uma nova residência estudantil. Foi remodelada na década de 1990 para fornecer alojamento com casa de banho privativa.
- A equipa da Inglaterra de 1966 treinou durante duas semanas antes do seu sucesso no Campeonato do Mundo de 1966. Sir Alf Ramsey regressou em 1967.
- Financiada pela B.A.G.A, foi adicionada uma área com covas para ginástica em 1979.
- O Pavilhão Sutherland, com a abertura do Centro Nacional em Crystal Palace a tornar-se a principal instalação de atletismo, foi convertido em 1983 para críquete, tiro com arco e bowling de interior.
- Em 1985, o Pavilhão Rei Jorge e a área com covas tornaram-se a casa permanente da ginástica britânica.
- Em 1986, a Associação de Futebol assumiu o ginásio para uso como Instituto de Medicina Desportiva e Centro de Reabilitação Internacional.
- O Pavilhão Wenlock foi inaugurado em 1986, uma instalação desportiva multiusos, incorporando o Centro de Desenvolvimento William Morgan para Voleibol Internacional. O Pavilhão foi nomeado em homenagem à cidade de Much Wenlock, onde se acredita que a ideia dos Jogos Olímpicos modernos foi concebida e onde os Jogos de Wenlock ainda se realizam anualmente até hoje.
- O primeiro Centro de Desempenho Humano do Reino Unido foi inaugurado em 1988.
- O Pavilhão Ford, originalmente um bloco de estábulos e depois convertido por Henry Hall num salão de baile, é agora utilizado para ténis de mesa e artes marciais.

O centro também possui:
- Campo de jogos com iluminação de 4 hectares (40.000 m2)
- Campo de bowling plano verde de seis pistas
- Dois campos de relva artificial com base aquática com iluminação, um é um campo de hóquei com a superfície olímpica utilizada em Pequim e Londres 2012, o outro um campo multidesportivo.
- Um campo de tiro com arco exterior de última geração
- Cinco campos de squash (dois com fundo de vidro)

## A Associação de Futebol
A Escola de Excelência da Associação de Futebol foi estabelecida em Lilleshall em 1984 e encerrada no verão de 1999. Durante a segunda metade da década de 1980 até meados da década de 1990, a equipa da Inglaterra treinava frequentemente no centro, no entanto, hoje em dia, a maioria dos clubes de futebol da Premier League estabeleceram os seus próprios centros de excelência com base no modelo de Lilleshall. A escola recebeu algumas críticas devido à sua agenda centralizadora e percecionada como anti-clubes, mas os seus alunos mais destacados incluíram futuros internacionais da seleção inglesa como Jermain Defoe, Michael Ball, Michael Owen, Joe Cole, Scott Parker, Sol Campbell, Jamie Carragher, Wes Brown, Nick Barmby, Leon Osman, Andy Cole e Ian Walker.